# Han van Meegeren
Henricus Antonius "Han" van Meegeren; (født 10. oktober 1889, død 30. december 1947) var en hollandsk maler, der anses for at være en af de bedste kunstforfalskere i det 20. århundrede. Til trods for sine falsknerier blev van Meegeren en nationalhelt efter Anden Verdenskrig, da det blev afsløret, at han under krigen havde solgt et forfalsket maleri til Reichsmarschall Hermann Göring under besættelsen af Holland.
Som barn udviklede van Meegeren entusiasme for malerierne fra den hollandske guldalder, og han satte sig som mål selv at blive kunstner. Da han forsøgte at etablere sig, afviste mange kunstkritikere hans arbejder som ufokuserede, og van Meegeren fik den opfattelse, at de havde ødelagt hans karriere. Han besluttede derfor at bevise sit talent ved at forfalske malerier af nogle af verdens mest berømte kunstnere som Frans Hals, Pieter de Hooch, Gerard ter Borch og Johannes Vermeer. Han gengav stilarter og farver, anvendt af disse kunstnere med et så stort talent, at de mest fremtrædende kunstkritikere og eksperter betragtede hans malerier som ægte og undertiden som unikke. Hans mest succesfulde forfalskning var Måltid ved Emmaus, der blev malet i 1937, mens han boede i det sydlige Frankrig. Dette maleri blev hyldet som en ægte Vermeer af berømte kunsteksperter som Abraham Bredius. Bredius roste det som et "mesterværk af Johannes Vermeer van Delft" og skrev begejstret om det "vidunderlige øjeblik", hvor han blev "så et hidtil ukendt maleri af en stor mester".
I løbet af Anden Verdenskrig ønskede rige hollandske borgere at forhindre salg af hollandsk kunst til Adolf Hitler og nazistpartiet, og de opkøbte derfor ivrigt van Meegerens forfalskninger i tillid til, at det var originale værker. Ikke desto mindre kom en falsk "Vermeer" i Görings besiddelse. Han havde givet 137 andre malerier i bytte for det, og det blev en af hans mest værdsatte kunstskatte. Efter krigen blev det opdaget, at det havde været i Görings besiddelse, og van Meegeren blev anholdt som kollaboratør den 29. maj 1945, fordi hollandske embedsmænd troede, at han havde solgt ægte hollandsk kulturel ejendom til nazisterne. Det ville have været et forræderi med en strafferamme op til dødsstraf, så van Meegeren tilstod den mindre alvorlige forbrydelse forfalskning. Han blev dømt for forfalskning og bedrageri den 12. november 1947 efter en kort, men meget eksponeret retssag, hvor han blev idømt en beskeden straf på et års fængsel. Han afsonede dog ikke sin straf, idet han døde 30. december 1947 på Valerius-klinikken i Amsterdam efter to hjerteanfald.
Det skønnes, at van Meegeren svindlede sig til et beløb svarende til mere end 30 millioner dollars i 1967. Blandt de bedragne var den nederlandske regering.

## Tidlige år
Han (en forkortelse for Henri eller Henricus) van Meegeren blev født i 1889 som det 3. af fem børn i en romersk-katolsk middelklasse familie i provinsbyen Deventer. Han var søn af Augusta Louisa Henrietta Camps og Hendrikus Johannes van Meegeren, fransk- og historielærer ved Kweekschool i Deventer.
Han følte sig tidligt forsømt og misforstået af sin far, som strengt modsatte sig hans kunstneriske udvikling og konstant kritiserede ham. Hans far tvang ham ofte til at skrive hundrede gange: "Jeg ved ingenting, jeg er ingenting, jeg er i ikke i stand til at gøre noget." På en folkeskole mødte han læreren og maleren Bartus Korteling (1853-1930), som blev hans mentor. Korteling var inspireret af Johannes Vermeer og viste van Meegeren, hvordan Vermeer havde fremstillet og blandet sine farver. Korteling affejede den impressionistiske bevægelse og andre moderne tendenser i kunsten som dekadent og degenereret, og hans stærke personlige indflydelse førte sandsynligvis van Meegeren til at afvise moderne stilarter og male udelukkende som malerne fra den hollandske guldalder.
Hans far delte ikke hans interesse for kunst, men tvang ham til at studere arkitektur på Teknisk Skole i Delft i 1907. Det var Johannes Vermeers hjemby. Her fik han ud over arkitekturlektioner også undervisning i malerkunst. Selv om han uden besvær gennemførte alle delprøver, tog han aldrig den afsluttende eksamen, fordi han havde besluttet sig for ikke at blive arkitekt. Han viste dog sit talent for arkitektur, da han tegnede byens roklubs klubhus.
I 1913 opgav van Meegeren sine studier i arkitektur og søgte i optagelse på kunstakademiet i Haag. Den 8. januar 1913 fik han guldmedalje fra Delft for sit studie af kirken i Saint Lawrence (Laurenskerk) i Rotterdam. Den 18. april 1912 giftede van Meegeren sig med Anna de Voogt, en medstuderende, som ventede deres første barn. Parret boede hos Annas bedstemor i Rijswijk. Deres førstefødte, sønnen Jacques Henri Emil, blev født den 26. august 1912. Jacques van Meegeren blev også maler. Han døde den 26. oktober 1977 i Amsterdam.

## Legitime arbejder
Sommeren 1914 flyttede van Meegeren med sin familie til Scheveningen og afsluttede sin diplomeksamen ved Det Kongelige Kunstakademi i Haag. Diplomaet blev indfaldsvinkel til at undervise som assistent for en professor i tegning og kunsthistorie for en beskeden månedsløn på 75 guldens. I marts 1915 blev hans datter Pauline født. Hun fik kaldenavnet Inez. For at supplere sin indkomst skitserede han plakater og malede billeder til kunsthandlere, fortrinsvis julekort, stilleben, landskaber og portrætter. Mange af disse malerier er værdifulde i dag.
Van Meegeren udstillede sine første malerier i Haag fra april til maj 1917 på Kunstzaal Pictura. I december 1919 blev han optaget som medlem af Haagse Kunstkring, en eksklusiv forening for forfattere og malere, der mødtes hver uge i Ridderzals lokaler. Han malede prinsesse Julianas tamme rådyr i sit atelier i Haag ved bagindgangen til kongeslottet Huis ten Bosch. Han udførte mange skitser og tegninger af rådyr, og maleriet Hertje fra 1921 blev meget populært i Holland. Han foretog flere rejser til Belgien, Frankrig, Italien og England og fik et navn som en talentfuld portrætmaler. Han skabte sig et ry for stor indsigt i de hollandske klassiske malere og fik en betydelig indtægt fra engelske og amerikanske rigmænd, der tilbragte vinterferien på Côte d'Azur. Gennem hele sit liv signerede van Meegeren sine ægte malerier med sin egen underskrift.
Hans ægteskab med Anna de Voogt blev opløst den 19. juli 1923. Anna forlod Holland med børnene og flyttede til Paris, hvor van Meegeren besøgte sine børn fra tid til anden. Han malede nu portrætmalerier og begyndte at male forfalskninger for at øge sin indkomst.
Han giftede sig med skuespillerinden Johanna Theresia Oerlemans i Woerden i 1928. De havde levet sammen i tre år. Johanna var også kendt under sit kunstnernavn Jo van Walraven, og hun havde været gift med kunstkritiker og journalist dr. C H. de Boer (Karel de Boer). Hun medbragte sin datter Viola i sit ægteskab med van Meegeren.

## Falsknerierne
Van Meegeren var blevet en kendt maler i Holland, og Hertje (1921) og Straatzangers (1928) var særligt populære. Hans første legale kopier blev malet i 1923, Leende kavaler og Lystig ryger i Frans Hals' stil. Nu begyndte ligheden mellem van Meegerens malerier og de gamle mestres værker at provokere hollandske kunstkritikere, som var mere interesserede i kubisme, surrealisme og andre nyskabelser. Samtidig rygtedes det, at hans talent var efterligninger. En kritiker skrev, at han var "en begavet tekniker, der har lavet en slags faksimile over renæssanceskolen, hvor han har enhver dyd undtagen originalitet." Som svar på disse bemærkninger offentliggjorde van Meegeren en række aggressive artikler i månedsbladet De Kemphaan. Han rasede mod kunstnersamfundet sammen med journalisten Jan Ubink fra april 1928 til marts 1930, og han mistede enhver sympati fra kritikerne.
Van Meegeren mente, at hans geni var miskendt, og han satte sig for at bevise for kunstkritikerne, at han kunne mere end kopiere de hollandske mestre; han ville skabe et arbejde så storslået, at det kunne konkurrere med deres. Han flyttede med Jo til Sydfrankrig og begyndte forberedelserne til sin ultimative forfalskning, som det tog ham fra 1932 til 1937 at male. I sine første forsøg forfalskede han værker af Frans Hals, Pieter de Hooch, Gerard ter Borch og Johannes Vermeer. Til sidst valgte han at fremstille et maleri af Vermeer som sit mesterværk. Vermeer var ikke særlig kendt før begyndelsen af det 20. århundrede; men hans værker var både yderst værdifulde og sjældne, da kun omkring 35 var bevaret.
Van Meegeren fordybede sig i de gamle mestres biografier, studerede deres liv, erhverv, teknikker og kataloger. I oktober 1932 offentliggjorde den berømte kunstkender og Rembrandt-ekspert dr. Abraham Bredius en artikel om en nylig opdaget Vermeer, som han kaldte Mand og kvinde ved et spinet. Maleriet blev solgt til en af Amsterdams førende bankmænd dr. Fritz Mannheimer.

### Opfinder af den "perfekte forfalskning"
Det tog van Meegeren seks år at forfine sine teknikker, men i sidste ende var han tilfreds med sit arbejde på både det kunstneriske og falskneriske niveau. To af disse forsøg var "Vermeers" Dame læser noder, efter Vermeers Kvinde i blåt læser et brev, som findes på Rijksmuseum i Amsterdam; og Dame spiller musik, efter Vermeers Kvinde med en lut siddende ved et vindue, som er udstillet i Metropolitan Museum of Art i New York City. Van Meegeren solgte ikke disse malerier, som nu er udstillet på Rijksmuseum.
- Vermeers Kvinde i blåt læser et brev
- Forfalskningen "Woman reading music"
- Vermeer: Kvinde med en lut nær et vindue
- Forfalskningen Kvinde spiller strengeinstrument 1935-1936 (usolgt, udstillet på Rijksmuseum.)

Efter en rejse til Berlin i sommeren 1936 malede van Meegeren Nadveren ved Emmaus med ultramarin og gul, den kombination som Johannes Vermeer og andre hollandske guldaldermalere foretrak. Eksperterne antog, at Vermeer havde studeret i Italien, så van Meegeren brugte Frokost af Michelangelo Merisi da Caravaggio som model. Han havde altid ønsket at gå i mesterens fodspor og han følte, at hans forfalskning var et fint arbejde. Gennem en ven, der troede, at det var en ægte Vermeer, blev maleriet overdraget til dr. Abraham Bredius i Monaco. Bredius undersøgte forfalskningen i september 1937, og han vurderede det som en ægte Vermeer og roste det meget. o
Maleriet blev købt af Rembrandt Societetet for fl. 520.000 (€ 235.000 eller ca. € 4.640.000 i dag) og doneret til Museum Boijmans van Beuningen i Rotterdam. I 1938 blev det udstillet på Rotterdammuseet sammen med 450 hollandske mesterværker 1400-1800. A. Feulner skrev i "Magazine for Art History", "I det ret isolerede område, hvor Vermeer-billedet hang, var det så stille som i et kapel. De besøgende blev overvældede af en hellig følelse, selvom billedet ikke har bånd til rituelle handlinger eller kirker. "
I sommeren 1938 flyttede van Meegeren til Nice, hvor han for salget af Nadveren ved Emmaus købte en 12-værelses ejendom på Les Arènes de Cimiez. På væggene havde han hængt flere ægte malerier af de klassiske mestre. To af hans bedre forfalskninger blev udført her, interiør med kortspillere og interiør med drikkevarer, der han signerede Pieter de Hooch. I Nice malede han Den sidste nadver I i Vermeers stil.
Han vendte tilbage til Holland i september 1939 under indtryk af, at Anden Verdenskrig truede. Han boede i flere måneder på et hotel i Amsterdam, men flyttede til landsbyen Laren i 1940. I 1942 udgav han en omfangsrig og luksuriøs bog med titlen Han van Meegeren: Teekeningen I (Tegninger nr. I). Han skabte også flere forfalskninger som Den sidste nadver II og Jakobs velsignelse - alle i Vermeers navn. Den 18. december 1943 blev han skilt fra sin kone, men det var kun en formalitet. Parret forblev sammen, men en stor del af hans kapital blev overført til hendes konti som en garanti mod krigens usikre konsekvenser.
I december 1943 flyttede de til Amsterdam, hvor de boede i den eksklusive ejendom Keizersgracht 321. Hans forfalskninger havde indbragt mellem 5,5 og 7,5 millioner guilders (eller omkring $ 25-30   millioner i dag). Han brugte dem til at købe fast ejendom, smykker og kunstværker og til at finansiere sin luksuriøse livsstil. I et interview fra 1946 fortalte han Marie Louise Doudart de la Grée, at han ejede 52 huse og 15 landsteder i egnen omkring Laren, blandt andet grachtenhuizen, dvs. smukke palæer langs Amsterdams berømte kanaler.

### Falskneren narrer Hermann Göring
Under den tyske besættelse af Nederlandene solgte en af van Meegers agenter Vermeer forfalskningen Kristus blandt prostituerede til nazisten, bankmanden og kunsthandleren Alois Miedl i 1942. Eksperter kunne nok have identificeret det som en forfalskning, eftersom van Meegers helbred blev svagere, og kvaliteten af hans arbejde ringere. Han kæderøg, drak uhæmmet og blev afhængig af morfin og sovepiller. Heldigvis for van Meegeren var der ingen ægte Vermeer at sammenligne med, da de fleste museumssamlinger var på beskyttede steder som sikring mod krigsskader. Miedl solgte den til Reichsmarschall Hermann Göring for 1,65   millioner guilder ($ 625.000 eller $ 7   millioner i dag).
Göring fremviste forfalskningen på sin bopæl ca. 65 kilometer nord for Berlin. Den 25. august 1943 skjulte Göring sin samling af stjålne kunstværker som Kristus blandt prostituerede i en østrigsk saltmine sammen med 6.750 andre kunstværker, som var stjålet af nazisterne. Den 17. maj 1945 trængte de allierede styrker ind i saltminen, hvor kaptajn Harry Anderson opdagede den ukendte "Vermeer".
I maj 1945 satte de allierede spørgsmålstegn ved bankmand og kunsthandler Alois Miedls aktiviteter, herunder salget af den nyligt opdagede Vermeer. Baseret på Miedls tilståelse blev maleriet sporet til van Meegeren. Den 29. maj 1945 blev han arresteret og anklaget for at formidle kunstskatte til fjenden. Han blev fængslet med påstand om at være kollaboratør og for salg af hollandsk kulturarv, en tiltale, der kunne give dødsstraf. Efter at have tænkt over sin prekære situation, erkendte han at have malet adskillige malerier tilskrevet Vermeer og Pieter de Hooch. Han udbrød: "Maleriet i Görings samling er ikke, som De antager, en Vermeer af Delft, men en Van Meegeren! Jeg malede billedet! " Det tog lang tid at undersøge maleriet, og han blev tilbageholdt i flere måneder i hovedkvarteret for militærkommandoen i Amsterdam. Han malede sin sidste forfalskning i perioden fra juli til december 1945 i nærvær af journalister og rettens udpegede vidner: Jesus blandt Læger, også kaldet Den Unge Kristus i Templet i Vermeer stil. Van Meegeren blev løsladt fra fængslet i januar eller februar 1946.

## Straffesagen og fængselsstraffen
Straffesagen mod Han van Meegeren begyndte den 29. oktober 1947 i Landsretten i Amsterdam. Forræderisigtelsen var frafaldet, da ekspertpanelet havde fundet ud af, at den "Vermeer", der var blevet afhændet til Hermann Göring, var en forfalskning og derfor ikke var hollandsk kulturarv. Anklageren krævede en straf på to års fængsel for forfalskning og bedrageri.
Retten tilkaldte en international ekspertgruppe for at undersøge ægtheden af van Meegers malerier. Kommissionen, der omfattede kuratorer, professorer og konservatorer fra Holland, Belgien og England, blev ledet af direktøren for det kemiske laboratorium ved Belgiens kongelige museum for kunst, Paul B. Coremans. Kommissionen undersøgte de otte Vermeer og Frans Hals malerier, som van Meegeren havde identificeret som forfalskninger. Dr. Coremans bestemmte den kemiske sammensætning af van Meegerens farver. Han fandt ud af, at van Meegeren havde præpareret malerierne med phenolformaldehydharpiks Bakelit og Albertol som hærdere. En flaske med netop denne ingrediens var fundet i van Meegerens atelier. Den kemiske komponent blev først fremstillet i det 20. århundrede, hvilket viste, at de undersøgte malerier var malet efter kunstnernes død. Kommissionens øvrige resultater antydede, at støvet i krakeleringerne var for homogent til at være af naturlig oprindelse. Malingen var blevet så hærdet, at alkohol, stærke syrer og baser ikke angreb overfladen, en klar indikation af, at overfladen ikke var dannet på en naturlig måde. Således viste testresultaterne, at værkerne var forfalskninger skabt af van Meegeren, men deres ægthed blev fortsat debatteret af nogle af eksperterne til 1977, hvor nye undersøgelsesteknikker blev brugt til at analysere malerierne.
Den 12. november 1947 fandt Amsterdam-domstolen Han van Meegeren skyldig i forfalskning og bedrageri og idømte ham mindst et års fængsel.

## Død
Van Meegeren blev ramt af et hjerteanfald den 26. november 1947, som var den sidste frist for at appellere afgørelsen og blev i hast bragt til Valeriuskliniek i Amsterdam. Han blev erklæret død klokken 5:00 om morgenen den 30. december 1947 i en alder af 58 år. Hans familie og flere hundrede af hans venner deltog i begravelsen på Driehuis Westerveld Krematorium. I 1948 blev hans urne begravet på kirkegården i landsbyen Diepenveen (Deventer kommune).

## Efterspil
Efter hans død fastslog retten, at van Meegers ejendom skulle sættes på auktion, og provenuet fra hans ejendom og salget af hans forfalskninger skulle anvendes til at betale erstatning til købere af hans værker og betale indkomstskat. Van Meegeren blev erklæret konkurs i december 1945. Den 5. og 6. september 1950 blev møblerne og andre ejendele bortauktioneret ved kendelse af retten sammen med 738 andre møbler og kunstværker, herunder talrige malerier fra hans private samling. Huset blev bortauktioneret den 4. september for 123.000 guilder.
Under retssagen og konkursen fastholdt van Meegeren, at hans anden kone Jo ikke havde noget at gøre med udførelsen og salget af hans forfalskninger. En stor del af hans betydelige formue (den forventede fortjeneste af hans forfalskninger oversteg 50 millioner dollars i nutidsværdi) var blevet overført til hende, da de blev skilt under krigen, og pengene ville blive konfiskeret, hvis hun var blevet dømt som medskyldig. Van Meegeren fortalte samme historie til alle forfattere, journalister og biografer: "Jo vidste det ikke", og tilsyneladende troede de fleste ham. Nogle biografer mener dog, at Jo må have kendt sandheden. Hendes medvirken til falsknerierne blev aldrig bevist, og hun beholdt sin store formue. Jo overlevede sin mand i mange år, altid i stor luksus, til hun døde i en alder af 91 år.

### M. Jean Decoens indsigelse
M. Jean Decoen, en kunstekspert fra Bruxelles, skrev i en bog fra 1951, at han var sikker på, at Frokost ved Emmaus og Den sidste nadver II var Vermeers. Decoen var sikker på, at konklusionerne fra dr. Paul Coremans ekspertpanel var forkerte, og at malerierne endnu engang burde analyseres. Daniel George van Beuningen, som havde købt Den sidste nadver II, krævede, at Dr. Paul Coremans offentligt indrømmede, at kommissionen havde begået fejl i sin analyse. Da Coremans afviste at have taget fejl sagsøgte van Beuningen ham og hævdede, at Coremans fejlvurdering af hans "Vermeer" skulle udløse en erstatning på £ 500.000 (ca. $ 1,3   millioner eller omkring $ 10  millioner i dag). Retssagen blev berammet til 2. juni 1955, men blev forsinket på grund af van Beunings død den 29. maj 1955. Ca. syvmåneder senere førte retten sagen på vegne af van Beuningens arvinger. Retten voterede til fordel for Coremans, og kommissionens resultater blev stadfæstet.

### Yderligere undersøgelser
I 1967 undersøgte Carnegie Mellon University i Pittsburgh flere af deres "Vermeer" under ledelse af Robert Feller og Bernard Keisch. Undersøgelsen bekræftede, at flere af deres malerier faktisk var malet med materialer opfundet i det 20. århundrede. De konkluderede, at flere "Vermeer" i deres besiddelse var af nyere dato og dermed kunne være van Meegeren forfalskninger. Disse analyser bekræftede resultaterne fra Coremans-kommissionen og tilbageviste de påstande, der var blevet fremsat af M. Jean Decoen. Carnegie Mellon-teamets testresultater er opsummeret nedenfor.
Han van Meegeren vidste, hvilke hvide nuancer, der blev brugt i Vermeers tid, men selvfølgelig måtte han skaffe sine materialer gennem moderne farvehandlere, og de var ændret betydeligt siden 1700-tallet. Da Vermeer arbejdede, blev nederlandsk bly produceret, men i 1900-tallet blev bly især importeret fra Australien og Amerika, og sammensætningen var afvigende fra den blyhvidt, som Vermeer benyttede både i isotopkompositionen af bly og i indholdet af de sporstoffer, der findes i malmen. Hollandsk blyhvid bestod af malm med høje niveauer af sporstoffer af sølv og antimon mens den moderne hvide bly, van Meegeren brugte, hverken indeholdt sølv eller antimon.
Pb-210 er en naturligt forekommende radioaktiv isotop af bly, der er en del af uran-238 Radioactive decay-serien og har en halveringstid på 22,3 år. For at bestemme mængden af Pb-210 måles alfastrålingen udledt af et andet element, polonium-210 (Po-210). Det er således muligt at estimere et maleriets alder med ganske få års usikkerhed ved at ekstrapolere indholdet af Pb-210, der har været anvendt i maleriet.
Den hvide bly i maleriet Frokosten ved Emmaus havde polonium-210 værdier på 8,5 ± 1,4 og radium-226 (en delmængde af uran-238's radioaktive henfaldsserier) værdier på 0,8 ± 0,3. I modsætning hertil havde den hvide bly i hollandske malerier fra 1600-1660 polonium-210 værdier på 0,23 ± 0,27 og radium-226 værdier på 0,40 ± 0,47.
I 1977 blev en anden undersøgelse foretaget af hollandske retsmedicinske laboratorier ved hjælp af de nyeste teknikker, herunder gaskromatografi, for endeligt formelt at bekræfte ægtheden af seks van Meegeren-forfalskninger, som nogle eksperter havde påstået var ægte, herunder Emmaus og Den sidste nadver. Konklusionerne fra 1946-kommissionen blev igen bekræftet og stadfæstet af det hollandske retssystem.

## Eftermæle
Van Meegerens fader siges at have sagt til ham: "Du er en snyder og vil altid være det." På den anden side opfattede hans brødre og søstre ham som loyal, generøs og kærlig, og han var altid kærlig og hjælpsom overfor sine egne børn. Spørgsmålet "hvad var hans karakter" kan næppe besvares entydigt. De seneste biografier stiller spørgsmålstegn ved mange af de eksisterende antagelser om van Meegeren og motivationen for hans karriere som forfalskningens mester. I 2008 foretog en Harvard-uddannet kunsthistoriker Jonathan Lopez en undersøgelse, der bekræftede, at van Meegeren begyndte at forfalske, ikke så meget fordi han følte sig misforstået og undervurderet af kunstkritikere, men mere for at skffe penge til hans behov. Lopez bekræftede ægtheden af Jan Spierdijks artikel i De Waarheid, hvor Spierdijk rapporterede, at bogen Tegningen 1 af van Meegeren fandtes i Hitlers bibliotek, underskrevet af kunstneren og dedikeret til Der Führer.
Van Meegeren fortsatte med at male, efter at han blev løsladt fra fængsle, og signerede sine værker med sit eget navn. Hans nye popularitet sikrede et hurtigt salg af hans malerier, der ofte solgtes til priser, der var mange gange højere, end før han blev afsløret. Van Meegeren fortalte også nyhedsmedierne, at han havde "et tilbud fra et galleri i Manhattan om at komme til USA og male portrætter" i 1700-tallets stil "for $ 6000 pr billede."

## Liste over forfalskninger

### Kendte forfalskninger
Liste over kendte forfalskninger af Han van Meegeren:
- Et modstykke til Laughing Cavalier efter Frans Hals (1923) blev genstand for en skandale i Haag i 1923, nuværende opholdssted er ukendt.
- Den lykkelige ryger efter Frans Hals (1923) hænger i Groninger Museum i Holland
- Mand og kvinde ved et Spinet 1932 (solgt til Amsterdam bankmanden Dr. Fritz Mannheimer)
- Dame læser et brev[64] 1935-1936 (usolgt, udstillet på Rijksmuseum.)
- Dame spiller på lut og ser ud af vinduet[65] 1935-1936 (usolgt, udstillet på Rijksmuseum.)
- Portræt af en mand[66] 1935-1936 i stil med Gerard ter Borch (usolgt, udstillet på Rijksmuseum.)
- Woman Drinking (version af Malle Babbe)[67] 1935-1936 (usolgt, udstillet på Rijksmuseum.)
- Frokost ved Emmaus, 1936-1937 (solgt til Boymans for 520.000 - 550.000 guldener, omkring $ 300.000 eller $ 4 millioner i dag)
- Interiør med drikkevarer 1937-1938 (solgt til D G. van Beuningen for 219.000 - 220.000 guldener omkring 120.000 dollar eller 1,6 millioner dollar i dag)
- Den sidste nadver I, 1938-1939
- Interiør med kortspillere 1938 - 1939 (solgt til W. van der Vorm for 219.000 - 220.000 guldener $ 120.000 eller $ 1.6 millioner i dag)
- Kristi leder, 1940-1941 (solgt til D G. van Beuningen for 400.000 - 475.000 guldener omkring 225.000 dollar eller 3,25 millioner dollar i dag)
- Den sidste nadver II, 1940-1942 (solgt til D G. van Beuningen for 1.600.000 guldener omkring 600.000 dollar eller 7 millioner dollar i dag)
- Velsignelsen af Jacob 1941-1942 (solgt til W. van der Vorm for 1.270.000 guldener omkring $ 500.000 eller $ 5.75 millioner i dag)
- Kristus med den prostituerede 1941-1942 (solgt til Hermann Göring for 1.650.000 guldener, dvs. ca, $ 624.000 eller $ 6.75 millioner i dag, nu i den offentlige samling af Museum de Fundatie[68] )
- Vask af fødder[69] 1941-1943 (solgt til staten for 1.250.000 - 1.300.000 Gylden omkring $ 500.000 eller 5,3 mio $ i dag, udstillet på Rijksmuseum.)
- Jesus blandt de skriftkloge september 1945 (solgt på auktion til 3.000 guldener, ca. 800 $ eller 7 000 dollar i dag). Solgt af Sotheby's Sussex i 1991 for Lbs 12,000.

Posthumt er van Meegers forfalskninger blevet vist i udstillinger verden over, herunder udstillinger i Amsterdam (1952), Basel (1953), Zürich (1953), Haarlem i Kunsthandel de Boer (1958), London (1961), Rotterdam (1971 ), Minneapolis (1973), Essen (1976-1977), Berlin (1977), Slot Zeist (nl) (1985), New York (1987), Berkeley, Californien (1990), München (1991), Rotterdam (1996), Haag (1996) og senest ved Haagse Kunstkring, Haag (2004) og Stockholm (2004) og er således bredt tilgængelige for offentligheden.

### Potentielle forfalskninger
Det er muligt, at andre forfalskninger hænger side om side i kunstsamlinger verden over, sandsynligvis i stil med hollandske mestre fra det 17. århundrede. Blandt disse værker nogle i samme stil som arbejder af Frans Hals, Pieter de Hooch og Gerard ter Borch. Jacques van Meegeren har i interviews med journalister udtalt, at hans far havde skabt en række forfalskninger, som ikke var blevet afsløret. Nogle af disse malerier omfatter:
- Dreng med en lille hund og Rommelpotspil efter Frans Hals. Frans Hals katalog, udarbejdet af Frans LM Dony[75] nævner fire malerier med dette navn, som tilskrives Frans Hals eller "Frans Hals' ¨skole". Et af dem kunne nemt være af van Meegeren.
- En modsætning til Vermeers Pige med perleørering, kaldt Smiling Girl hænger i National Gallery of Art i Washington, DC, er blevet anerkendt af museet som et falskneri. Den blev tilskrevet Theo van Wijngaarden, ven og partner til van Meegeren, men kan være blevet malet af van Meegeren.
- Dame med blå hat efter Vermeer, som blev solgt til baron Heinrich Thyssen i 1930. Dens nuværende opholdssted er ukendt.

## Originale kunstværker
Van Meegeren var en profileret kunstner, som malede tusinder af malerier i forskellige stilarter. Hans spredning irriterede ofte kritikerne. Han specialiserede sig i 1700- tallets stil, men kunne også male impressionisme. Nogle kritikere finder imidlertid, at hans største evner var som portrætmaler.
Blandt hans oprindelige værker er hans billeder af hjorte, som afbildet ovenfor. Andre værker omfatter hans prisvindende St. Laurens-katedral ; en portræt af skuespilleren Jo Oer lemans (hans anden kone); hans natklub fra Roaring Twenties; den muntre akvarel En sommerdag på stranden og mange andre.
Senere begyndte hans søn Jacques van Meegeren at forfalske sin fars arbejde. Han lavede malerier i sin fars stil - selv om de varaf meget lavere kvalitet - og kunne placere en perfekt signatur på disse efterligninger. Mange forfalskninger - både af Jacques og andre - er stadig på markedet. De kan genkendes af deres lave billedkvalitet, men betragtes ikke altid som sådan.

Liste over værker om Han van Meegeren
- Kreuger, Frederik H. (2013). Han van Meegeren Revisited. His Art & a List of his Works., Fourth enlarged edition. Quantes Publishers Rijswijk, Delft 2013. ISBN 978 90 5959 065 6
- Arend Hendrik Huussen Jr.: Henricus (Han) Antonius van Meegeren (1889 - 1945). Documenten betreffende zijn leven en strafproces. (Cahiers uit het noorden 20), Zoetermeer, Huussen 2009.
- Arend Hendrik Huussen Jr.: Henricus (Han) Antonius van Meegeren (1889 - 1945). Documenten, supplement. (Cahiers uit het noorden 21), Zoetermeer, Huussen 2010.

Han van Meegeren biografier
- Baesjou, Jan (1956). The Vermeer forgeries: The story of Han van Meegeren. G. Bles. A biography/novel based on the author's conversations with van Meegeren's second wife. OCLC 3949129
- Brandhof, Marijke van den (1979): Een vroege Vermeer uit 1937: Achtergronden van leven en werken van de schilder/vervalser Han van Meegeren. Utrecht: Spectrum, 1979. The only scholarly biography of van Meegeren. An English-language summary is offered by Werness (1983).
- Dolnick, Edward (2008). The forger's spell: a true story of Vermeer, Nazis, and the greatest art hoax of the twentieth century. New York: Harper. ISBN 0-06-082541-3.
- Godley, John Raymond Lord Kilbracken (1967). Van Meegeren: A case history. London: Thomas Nelson and Sons, Ltd. 1967, New York: Charles Scribner's Sons. The standard English-language account, based on the author's literature research and conversations with van Meegeren's son and daughter.OCLC 173258
- Guarnieri, Luigi (2004). La Doppia vita di Vermeer. Arnoldo Mondadori S.p.A, Milan. This "novel" ("romanzo") itself is a sort of forgery. As Henry Keazor in the German newspaper Frankfurter Rundschau could show in 2005 (see: "Gefälscht!", April 12, 2005, No. 84, Forum Humanwissenschaften, p. 16), Guarnieri has copied large parts of his book (sometime word by word) from Lord Kilbracken's 1967-biography. Since Guarnieri's brother Giovanni works as a translator, [see: "What are translators reading?". Translatorscafe.com. Arkiveret fra originalen 2. januar 2016. Hentet 2012-05-05.] Luigi easily could have had the English text translated into the Italian. Keazor shows that Guarnieri tried to cover his tracks by not referring to the book by Kilbracken – he only mentions (p. 212) his earlier and different book (Master Art Forger. The story of Han van Meegeren, New York 1951) which, however, was published under Kilbracken's civil name "John Godley".
- Isheden, Per-Inge (2007). van Meegeren—konstförfalskarnas konung [van Meegeren—king of art forgeries]. Kvällsstunden: Hemmets och familjens veckotidning 69(38), 3, 23. (In Swedish, with side-by-side examples of originals and van Meegeren's forgeries.)
- Kreuger, Frederik H. (2007). A New Vermeer: Life and Work of Han van Meegeren. Quantes Publishers, Rijswijk 2007. ISBN 978-90-5959-047-2
- Moiseiwitsch, Maurice (1964). The Van Meegeren mystery; a biographical study. London: A. Barker. OCLC 74000800
- Werness, Hope B. (1983).  Denis Dutton (red.). "Han van Meegeren fecit" in The forger's art: forgery and the philosophy of art. Berkeley: University of California Press. ISBN 0-520-05619-1.
- Wynne, Frank (2006). I was Vermeer: the rise and fall of the twentieth century's greatest forger. New York: Bloomsbury. ISBN 978-1-58234-593-2.

Romaner om eller inspireret af Han van Meegeren
- Gaddis, William (1955). The Recognitions. William H. Gass (Introduction). Penguin Classics (1993-reprint). ISBN 3-442-44878-6.
- Kreuger, Frederik H. (2005). The Deception. Novel and His Real Life. The Netherlands: Quantes Uitgeverij. ISBN 90-5959-031-7.

Film om eller inspireret af Han van Meegeren
- Peter Greenaway's A Zed & Two Noughts (1985). In this film actor Gerard Thoolen plays "Van Meegeren", a surgeon and painter modeled after Han van Meegeren.
- Jan Botermans and Gustav Maguel (1951). Van Meegeren’s false Vermeers [Film]. (See Sepp Schueller, p. 57.)
- Fritz Kirchhoff (director) (1949). Verführte Hände (literally: Enticed hands) (Film). Germany.
- Antonín Moskalyk (director) (1990). Dobrodružství kriminalistiky: Paprsek 16/26 (literally: Adventures of Criminology: The Ray) (TV series). Czechoslovakia, West Germany: Czechoslovakian television, Sudwestfunk Baden-Baden, Westdeutsches Werbefernsehen.

Skuespil inspireret af Han van Meegeren
- Bruce J. Robinson(2007). Another Vermeer [Play]. Produced by the Abingdon Theatre Company of New York City
- Ian Walker (playwright). Ghost in the Light [Play]. Produced by Second Wind Productions of San Francisco.
- David Jon Wiener. "The Master Forger" [Play]. Produced by Octad-One Productions Lakeside, CA and The Tabard Theatre London, England.